# Dora Gabe
Dora Petrova Gabe (Dabovik, 16 agosto 1888 – Sofia, 16 novembre 1983) è stata una poetessa e scrittrice bulgara.

## Biografia
Figlia di un giornalista di origini russe, dopo aver frequentato le università di Sofia e Ginevra, si laureò in lingua e letteratura francese all'Università di Grenoble. Nel 1900 fu pubblicata la sua prima poesia, e nel 1908 diede alle stampe la prima raccolta poetica, Temenugi ("Violette"). Lo stesso anno sposò Boyan Penev, professore all'Università di Sofia e importante critico letterario.
Inizialmente focalizzata su tematiche intimistiche e introspettive, a partire dal 1944 la sua poesia si caricò di una significativa valenza politica e sociale. Già collaboratrice della rivista Misul, nel dopoguerra iniziò a collaborre con la rivista Zlatorog. Al di fuori della sua produzione poetica, fu anche autrice di romanzi, racconti, saggi e fu molto attiva nel campo della letteratura per bambini e per ragazzi. Diresse la rivista per bambini Prozorche e curò la collana Biblioteka za naĭ-malkite ("Biblioteca per i più piccoli").